# Robert Ostaszewski
Robert Ostaszewski (ur. w 1972) – polski prozaik, felietonista, krytyk literacki; doktorant w IFP UJ. Redaktor FA-artu i Dekady Literackiej, redaktor naczelny Portalu Kryminalnego, współredaguje także FA-art i Dekadę Literacką. Twórca określenia Proza Północy. Prowadzi bloga poświęconego literaturze „Mania literatury”. Prowadzi również warsztaty z kreatywnego pisania w Studium Literacko-Artystycznym na Uniwersytecie Jagiellońskim. Autor kilkuset tekstów publikowanych m.in. w Gazecie Wyborczej, Tygodniku Powszechnym, Res Publice Nowej, Nowych Książkach, Odrze, Polityce, Twórczości, Tekstach Drugich. Wydał zbiór felietonów „Odwieczna, acz nieoficjalna” (2002), prozę „Troję pomścimy” (2002), zbiór opowiadań „Dola idola i inne bajki z raju konsumenta” (2005) oraz zbiór szkiców „Etapy. Rozmowy z pisarzami i nie tylko” (2008). Współautor dwóch powieści kryminalnych „Kogo kocham, kogo lubię” (2010, z Martą Mizuro) i „Sierpniowe kumaki” (2012, z Violettą Sajkiewicz). Autor powieści kryminalnych „Zginę bez ciebie” (2016),  „Zabij ich wszystkich” (2019) i „Ukochaj na śmierć” (2020). Mieszka w Krakowie. 